# Апуарема
Апуарема (порт. Apuarema)  —  муниципалитет в Бразилии, входит в штат Баия. Составная часть мезорегиона Юго-центральная часть штата Баия. Входит в экономико-статистический микрорегион Жекие. Население составляет 6835 человек на 2006 год. Занимает площадь 150,686 км². Плотность населения — 45,4 чел./км².
Праздник города — 13 июня.

## История
Город основан в 1989 году.

## Статистика
- Валовой внутренний продукт на 2003 год составляет 23 175 982,00 реалов (данные: Бразильский институт географии и статистики).
- Валовой внутренний продукт на душу населения на 2003 год составляет 3257,80 реалов (данные: Бразильский институт географии и статистики).
- Индекс развития человеческого потенциала на 2000 год составляет 0,617 (данные: Программа развития ООН).